# Naissance en 1933
Naissance
- 1929
- 1930
- 1931
- 1932
- 1933
- 1934
- 1935
- 1936
- 1937

Cette page dresse une liste de personnalités nées au cours de l'année 1933 présentée dans l'ordre chronologique.
La liste des personnes référencées dans Wikipédia est disponible dans la page de la Catégorie: Naissance en 1933.

## Janvier
- 1er janvier :
  - Jean-Pierre Farkas, journaliste et dirigeant de radio français († 5 avril 2019).
  - Philippe Fass, dirigeant français du Racing Club de Strasbourg († 12 janvier 2017).
  - Moussa Ahmed Idriss, homme politique djiboutien († 5 juin 2020).
  - Omar Farah Iltireh, homme politique du Territoire français des Afars et des Issas († 6 mai 2008).
- 2 janvier : Jean-François Comte, peintre français († 16 février 2018).
- 3 janvier :
  - Long Boret, homme politique cambodgien († 17 avril 1975).
  - Henry Jean-Baptiste, haut fonctionnaire et homme politique martiniquais († 5 janvier 2018).
  - Sid Ali Kouiret, acteur algérien († 5 avril 2015).
- 4 janvier :
  - Norman H. Bangerter, homme politique américain († 14 avril 2015).
  - Henri-François Van Aal, journaliste et homme politique belge († 19 août 2001).
- 5 janvier : Abdoulaye Yerodia Ndombasi, homme politique congolais († 19 février 2019).
- 6 janvier :
  - John Clive, acteur anglais († 14 octobre 2012).
  - Mark Forest, bodybuilder et acteur américain († 7 janvier 2022).
  - Oleg Makarov, cosmonaute soviétique († 28 mai 2003).
  - Ian McColl, homme politique britannique.
- 7 janvier : Diane Leather, athlète britannique, spécialiste des courses de demi-fond († 6 septembre 2018).
- 8 janvier : 
  - Leo Honkala, lutteur finlandais spécialiste de la lutte gréco-romaine († 17 mai 2015).
- 8 janvier : Juan Marsé, écrivain espagnol († 19 juillet 2020).
- 9 janvier : Wilbur Smith, écrivain sud-africain († 13 novembre 2021).
- 11 janvier :
  - Monique Joly, comédienne canadienne († 8 juillet 2015).
  - Henri Mauduit, footballeur français († 29 janvier 1981).
- 12 janvier : Kamal al-Ganzouri, homme d'État égyptien († 31 mars 2021).
- 13 janvier :
  - Shahnon Ahmad, écrivain et député malaisien († 26 décembre 2017).
  - Ron Goulart, auteur de science-fiction, suspense, fantasy et historien américain de la culture populaire américaine († 14 janvier 2022).
  - Janet Kear, ornithologue britannique († 24 novembre 2004).
- 14 janvier : Stan Brakhage, réalisateur américain († 9 mars 2003).
- 15 janvier :
  - Patricia Blair, actrice américaine († 9 septembre 2013).
  - Stéphane Steeman, humoriste belge († 23 janvier 2015).
- 16 janvier : 
  - Henri Marteau, comédien français († 21 janvier 2005).
  - Susan Sontag, essayiste et romancière militante américaine († 28 décembre 2004).
- 17 janvier :
  - Dalida, chanteuse  et actrice italienne naturalisée française († 3 mai 1987).
  - Jean-Louis Schneiter, homme politique français († 7 septembre 2016).
  - Paul-Jean Franceschini, écrivain français, principalement traducteur et essayiste († 8 juillet 2016).
- 18 janvier :
  - David Bellamy, botaniste et écrivain britannique († 11 décembre 2019).
  - John Boorman, réalisateur britannique.
  - Jean Vuarnet, skieur français († 2 janvier 2017).
- 19 janvier : George Coyne, prêtre jésuite américain, astronome et ancien directeur de l'Observatoire du Vatican († 11 février 2020).
- 20 janvier : Gérard Hernandez, acteur espagnol naturalisé français.
- 21 janvier :
  - Tony Marchi, footballeur et entraîneur anglais († 15 mars 2022).
  - André Sohaing, homme d'affaires et homme politique camerounais († 23 juillet 2015).
  - Habib Thiam, homme d'État sénégalais († 26 juin 2017).
- 22 janvier :
  - Jean-Pierre Bernard, acteur français († 7 juillet 2017).
  - Sezai Karakoç, poète, écrivain, intellectuel et homme politique turc († 16 novembre 2021).
- 23 janvier : 
  - Narcís Bonet, compositeur espagnol († 11 janvier 2019).
  - Bill Hayden, homme politique australien († 21 octobre 2023).
  - Emilie Tomanová, artiste peintre tchèque († 16 mars 1994).
- 24 janvier :
  - Asim Ferhatović, footballeur yougoslave († 25 janvier 1987).
  - Claude Lanthier, ingénieur, professeur et politicien fédéral du Québec († 12 avril 2015).
  - Erich Linemayr, arbitre de football autrichien († 6 juin 2016).
- 25 janvier :
  - Cory Aquino, femme politique philippine († 1er août 2009).
  - Michel Jouenne, peintre, illustrateur, lithographe et sculpteur français de l'École de Paris († 16 mai 2021).
  - Donald Nicholls, pair et avocat britannique († 25 septembre 2019).
  - Vincent Mojwok Nyiker, prélat catholique sud-soudanais († 5 janvier 2018).
  - René Sintès, peintre français († 25 mai 1962).
- 26 janvier :
  - Javier Lozano Barragan, cardinal mexicain, président émérite du Conseil pontifical pour la pastorale des services de la santé († 20 avril 2022).
  - Bengt Berndtsson, footballeur suédois († 4 juin 2015).
- 27 janvier : Tony Bosković, arbitre de football yougoslave et australien († 16 juin 2022).
- 28 janvier : Erik Hornung, spécialiste de la religion de l'Égypte antique et professeur émérite à l'université de Bâle letton († 11 juillet 2022).
- 29 janvier :
  - Sacha Distel, chanteur français († 22 juillet 2004).
  - Wolfgang Gönnenwein, chef d'orchestre et homme politique allemand († 26 juillet 2015).
  - Paolo Grossi, juriste et historien du droit italien († 4 juillet 2022).
- 30 janvier :
  - Sergio Renán, acteur, réalisateur et violoniste argentin († 13 juin 2015).
  - Liliane Rovère, actrice française.
- 31 janvier :
  - Aníbal Alzate, footballeur colombien († 31 mars 2016).
  - Armand Frémont, géographe français († 2 mars 2019).
  - Pierre Hassner, géopolitologue et philosophe roumain naturalisé français († 26 mai 2018).
  - Bernardo Provenzano, criminel italien, membre dirigeant de la mafia sicilienne Cosa nostra († 13 juillet 2016).
  - Bao Ngoc Georges Vinh San, fils aîné du prince Vinh San du Viêt-Nam.
- ? janvier : Marcel Hamel, peintre et collagiste français († 4 avril 2009).

## Février
- 1er février : Wendell Anderson, homme politique et joueur de hockey sur glace américain († 17 juillet 2016).
- 2 février :
  - Sara bint Fayçal Al Saoud, philanthrope et parlementaire saoudienne.
  - Charles Fèvre, homme politique français († 28 mars 2015).
  - Jorge Valls, écrivain, opposant et militant pour la démocratie cubain († 22 octobre 2015).
  - Élisabeth de Wurtemberg, duchesse de Wurtemberg puis princesse des Deux-Siciles († 27 janvier 2022).
- 4 février : Jimmy Murray, footballeur écossais († 10 juillet 2015).
- 5 février :
  - Jörn Donner, producteur, réalisateur, scénariste, acteur, écrivain et homme politique finlandais († 30 janvier 2020).
  - Miguel d'Escoto Brockmann, diplomate et prêtre catholique nicaraguayen († 8 juin 2017).
- 6 février : Michel Vovelle, historien français († 6 octobre 2018).
- 7 février : Kairshasp Nariman Choksy, avocat et homme politique srilankais († 5 février 2015).
- 8 février : Joseph-Arpad de Habsbourg-Hongrie, prince palatin de Hongrie († 30 avril 2017).
- 9 février : Ronnie Claire Edwards, actrice américaine († 14 juin 2016).
- 10 février :
  - Faramarz Payvar, musicien et compositeur iranien († 9 décembre 2009).
  - Richard Schickel, auteur et journaliste américain († 18 février 2017).
- 12 février :
  - Alain de Chambure, ingénieur et musicien français († 3 avril 2010).
  - Bruno O'Ya, acteur et chanteur estonien († 9 octobre 2002).
- 13 février :
  - Paul Biya, homme d'État camerounais.
  - Emanuel Ungaro, grand couturier français († 21 décembre 2019).
  - Mario Caiano, réalisateur italien († 20 septembre 2015).
  - Costa-Gavras, réalisateur français d'origine grecque.
  - Kim Novak, (Marilyn Novak), actrice américaine.
- 14 février :
  - Jean Battut, syndicaliste, militant associatif et politique et historien de l'éducation français († 9 avril 2022).
  - Corsino Fortes, homme politique et un diplomate cap-verdien († 24 juillet 2015).
- 15 février : Kelvin Edward Felix, ecclésiastique catholique dominiquais († 30 mai 2024).
- 16 février :
  - Don Knight, acteur anglais († 18 août 1997).
  - Isaías Pimentel, joueur de tennis vénézuélien († 26 juin 2017).
  - Michel Sementzeff, peintre et lithographe figuratif français † 29 novembre 2019).
- 17 février : Lucienne Moreau, actrice française († 16 janvier 2022).
- 18 février :
  - Gerhard Frey, éditeur, homme d'affaires et politicien allemand († 19 février 2013).
  - Yoko Ono, artiste japonaise, deuxième femme de John Lennon.
  - Frank Moores, premier ministre de Terre-Neuve-et-Labrador († 10 juillet 2005).
- 19 février : Lydie Dooh Bunya, journaliste, femme de lettres et féministe camerounaise († 27 mars 2020).
- 21 février :
  - Marcel Mathys, sculpteur suisse († 27 juin 2022).
  - Nina Simone, chanteuse américaine († 21 avril 2003).
  - Gordon Thomas, journaliste d'investigation gallois († 3 mars 2017).
  - Bob Rafelson, réalisateur, scénariste, producteur et acteur américain († 23 juillet 2022).
- 22 février : 
  - Roger Gicquel, journaliste, présentateur de télévision, producteur et écrivain français († 6 mars 2010).
  - Nicholas Pileggi, écrivain américain.
- 24 février :
  - Giorgio Antonucci, médecin italien († 18 novembre 2017).
  - Leon Van Daele, coureur cycliste belge († 30 avril 2000).
- 26 février :
  - Irina Beglyakova, athlète soviétique puis russe, spécialiste du lancer du disque († 19 mars 2018).
  - James Goldsmith, homme d'affaires, homme politique et milliardaire franco-britannique († 18 juillet 1997).
  - Gorō Yamaguchi, musicien japonais († 3 janvier 1999).
  - Arnaud d'Hauterives, peintre et graveur français († 4 janvier 2018).
  - Lubomyr Husar, cardinal ukrainien († 31 mai 2017).
- 27 février : Stan Anderson, footballeur anglais († 10 juin 2018).
- 28 février :
  - Joël Dabin, peintre français († 7 novembre 2003).
  - Robert Grondelaers, coureur cycliste belge († 22 août 1989).
  - Charles Vinci, haltérophile américain († 13 juin 2018).

## Mars
- 1er mars :
  - Félicien Kabuga, homme d'affaires rwandais.
  - Augustin Frédéric Kodock, homme politique camerounais († 23 octobre 2011).
- 2 mars :
  - Jacques Kamb, auteur de bande dessinée français († 6 février 2015).
  - Nobuyoshi Tamura, Maitre d'Aikido (8e dan) († 9 juillet 2010).
- 3 mars :
  - Tomás Milián, acteur et scénariste cubain naturalisé américain puis naturalisé italien († 22 mars 2017).
  - Lee Radziwill, personnalité américaine, sœur cadette de Jacqueline Kennedy-Onassis († 15 février 2019).
- 4 mars :
  - Bobbi Kristina Brown, chanteuse et personnalité des médias et de la téléréalité américaine († 26 juillet 2015).
  - John Ciaccia, avocat et homme politique canadien  († 7 août 2018).
- 5 mars :
  - Walter Kasper, cardinal allemand, président du Conseil pontifical pour la promotion de l'unité des chrétiens.
  - İsmail Ogan, lutteur turc spécialiste de la lutte libre († 26 avril 2022).
  - Bernard Plongeron, prêtre catholique, enseignant, historien et chercheur français.
  - Evgueni Vassioukov, joueur d'échecs soviétique puis russe († 10 mai 2018).
- 6 mars : William Blum, écrivain et journaliste américain († 9 décembre 2018).
- 7 mars : Jaak Merchez, joueur et entraîneur de football belge († 15 décembre 2006).
- 8 mars : Luca Ronconi, acteur, directeur de théâtre et d'opéra italien († 21 février 2015).
- 9 mars :
  - Mel Lastman, maire de North York puis de Toronto († 11 décembre 2021).
  - David Weatherall, médecin britannique († 8 décembre 2018).
- 10 mars :
  - Irina Beletskaïa, chimiste soviétique puis russe.
  - Abd al-Hamid Kichk, religieux musulman sunnite égyptien († 6 décembre 1996).
- 11 mars : 
  - Jacques Corriveau, homme d'affaires québécois († 23 juin 2018).
  - Sandra Milo, actrice italienne († 29 janvier 2024).
  - Aloïse Moudileno Massengo, avocat congolais († 6 janvier 2020).
- 12 mars : 
  - Djabir Novruz, écrivain azéri († 12 décembre 2002).
  - Gus Weill, écrivain et dramaturge américain († 13 avril 2018).
- 14 mars : 
  - Michael Caine, acteur et producteur britannique.
  - Quincy Jones, trompettiste, arrangeur, compositeur et producteur américain († 3 novembre 2024).
  - Charles-Grégoire de Mecklembourg, historien de l'art, mécène et musicien allemand († 23 juillet 2018).
  - Ian Pieris, joueur srilankais de first-class cricket († 1er janvier 2016).
  - René Felber, homme politique suisse († 18 octobre 2020).
- 15 mars : 
  - Philippe de Broca, réalisateur français († 26 novembre 2004).
  - Ruth Bader Ginsburg, avocate, juriste, universitaire et juge américaine († 18 septembre 2020).
- 16 mars :
  - Teresa Berganza, cantatrice (mezzo-soprano) espagnole († 13 mai 2022).
  - Jörg Ewald Dähler, chef d'orchestre, claveciniste, pianofortiste et compositeur suisse († 3 novembre 2018).
  - Tahar Gharsa, musicien et chanteur tunisien († 10 juin 2003).
- 17 mars :
  - Myrlie Evers-Williams, militante et journaliste afro-américaine engagée dans le mouvement afro-américain des droits civiques.
  - Asa Lanova, danseuse étoile et écrivaine suisse († 26 décembre 2017).
  - Piet Ouderland, joueur de football et de basket-ball néerlandais († 3 septembre 2017).
- 18 mars :
  - Sergio Pitol, écrivain mexicain († 12 avril 2018).
  - Eikō Hosoe, (細江 英公, Hosoe Eikō?), photographe japonais. († 16 septembre 2024).
  - Severino Poletto, cardinal italien, archevêque de Turin († 17 décembre 2022).
  - K.C. Ramrakha, avocat et homme politique fidjien († 17 avril 2021).
- 19 mars :
  - Philip Roth, écrivain américain († 6 mars 2014).
  - Guy Sénac, footballeur français († 13 février 2019).
- 20 mars : Azeglio Vicini, entraîneur de football italien († 30 janvier 2018).
- 22 mars :
  - Linden Chiles, acteur américain († 15 mai 2013).
  - Michel Hidalgo, joueur et entraîneur de football français († 26 mars 2020).
- 23 mars : Laura Soveral, actrice portugaise († 12 juillet 2018).
- 25 mars :
  - Carlos Duarte, footballeur portugais († 23 août 2022).
  - Nicholas Georgiade, acteur américain († 19 décembre 2021).
- 26 mars : Gino Cappelletti, joueur américain de football américain († 12 mai 2022).
- 27 mars :
  - Guido Bodrato, homme politique italien († 8 juin 2023).
  - Michel Guérard, chef cuisinier français († 19 août 2024).
- 28 mars :
  - James Bidgood, photographe et réalisateur américain († 31 janvier 2022).
  - René Borg, réalisateur et directeur artistique français dans le domaine du cinéma d'animation († 6 mars 2014).
  - Juan Sandoval Íñiguez, cardinal mexicain, archevêque de Guadalajara.
  - Florence Malraux, assistante réalisatrice française († 31 octobre 2018).
- 30 mars :
  - Jean-Claude Brialy, acteur, réalisateur et scénariste français († 30 mai 2007).
  - George Morfogen, acteur américain († 8 mars 2019).
- 31 mars : Raynald Guay, avocat et homme politique canadien († 26 janvier 2017).

## Avril
- 1er avril :
  - Robert Shavlakadze, athlète soviétique de nationalité géorgienne, spécialiste du saut en hauteur († 4 mars 2020).
  - Freddy Tiffou, peintre franco-algérien († 30 septembre 2002).
- 4 avril : Victor Perahia, survivant de la Shoah et témoin français († 29 septembre 2024).
- 5 avril : Joe Comuzzi, homme politique canadien († 31 décembre 2021).
- 6 avril : Henryk Niedźwiedzki, boxeur polonais († 9 février 2018).
- 7 avril : Wayne Rogers, acteur américain († 31 décembre 2015).
- 8 avril :
  - Paul Jeffrey, saxophoniste ténor de jazz et arrangeur américain († 20 mars 2015).
  - Jaime Ostos, matador espagnol († 8 janvier 2022).
  - Marcel Rohrbach, coureur cycliste français († 14 mars 2012).
- 9 avril :
  - Jean-Paul Belmondo, acteur français († 6 septembre 2021).
  - Geneviève Duboscq, auteure française († 28 février 2018).
  - Franco Marini, homme politique italien († 9 février 2021).
- 10 avril :
  - Chelo Alonso, actrice cubaine († 20 février 2019).
  - Rokusuke Ei, parolier, écrivain, essayiste et tarento japonais d'origine chinoise († 7 juillet 2016).
  - Cosmás Koronéos, poète et dramaturge grec († 10 septembre 2015).
  - Anne-Aymone Giscard d'Estaing, épouse de Valéry Giscard d'Estaing, président de la République française.
- 11 avril : François Gault, journaliste et écrivain français († 6 octobre 2017).
- 12 avril : Montserrat Caballé, cantatrice (soprano) espagnole († 6 octobre 2018).
- 13 avril : Sergio Donati, écrivain et scénariste italien († 13 août 2024).
- 14 avril :
  - Georges Dubœuf, négociant en vin français († 4 janvier 2020).
  - Iouri Oganessian, physicien nucléaire russe.
- 15 avril :
  - Roy Clark, chanteur de musique country et acteur américain († 15 novembre 2018).
  - Elizabeth Montgomery, actrice américaine († 18 mai 1995).
  - David Hamilton, photographe britannique († 25 novembre 2016).
- 16 avril :
  - Marcel Moreau, écrivain francophone belge († 4 avril 2020).
  - Takeo Watanabe, musicien et compositeur japonais († 2 juin 1989).
- 17 avril : Ronald William Miller dit Ron Miller, joueur de football américain, producteur de cinéma, président puis directeur général de Walt Disney Productions († 9 février 2019).
- 19 avril :
  - George Kaczender, réalisateur canadien († 24 août 2016).
  - Jayne Mansfield, actrice américaine († 29 juin 1967).
- 20 avril :
  - Clément Fecteau, prélat canadien de l'église catholique († 31 décembre 2017).
  - Jean-Pierre Jouffroy, peintre, dessinateur, graveur, sculpteur, directeur artistique de périodiques, affichiste, historien d'art et écrivain français († 17 septembre 2018).
  - Claude-Jean Philippe, auteur de livres sur le cinéma, essayiste, diariste, réalisateur et producteur de télévision français († 11 septembre 2016).
  - Kristaq Dhamo, réalisateur et scénariste albanais († 14 août 2022).
- 21 avril :
  - Ian Carr, trompettiste de jazz britannique († 25 février 2009).
  - Guy Simon, footballeur français († 11 décembre 1988).
- 22 avril : Mark Damon, acteur et producteur américain († 12 mai 2024).
- 23 avril : : Milena Salvini, danseuse française († 25 janvier 2022).
- 24 avril : Karashima Noboru, écrivain et historien japonais, professeur émérite à l'université de Tokyo († 26 novembre 2015).
- 25 avril : Marina Malfatti, actrice italienne († 8 juin 2016).
- 26 avril : 
  - Aleksander Tšutšelov, skipper estonien ayant concouru sous les couleurs de l'Union soviétique († 1er janvier 2017).
  - Filiberto Ojeda Ríos, militant indépendantiste portoricain († 23 septembre 2005).
- 27 avril :
  - Calvin Newborn, guitariste de jazz américain († 1er décembre 2018).
  - Liam Tuohy, joueur et entraîneur de football irlandais († 13 août 2016).
- 29 avril : Rod McKuen, poète, compositeur et parolier américain († 29 janvier 2015).
- 30 avril :
  - Vittorio Merloni, industriel et chef d’entreprise italien († 18 juin 2016).
  - György Mészáros, kayakiste hongrois († 14 septembre 2015).
  - Uche Okeke, illustrateur, peintre, sculpteur, poète et théoricien de l'art et de l'esthétique moderniste nigérian († 5 janvier 2016).

## Mai
- 2 mai : 
  - Robert Devis, footballeur français († 10 décembre 2014).
  - Hervé Bourges, journaliste et dirigeant de l'audiovisuel franco-algérien († 23 février 2020).
  - Celeste Caeiro, pacifiste et restauratrice portugaise († 15 novembre 2024).
  - Gérard Jouannest, pianiste français († 16 mai 2018).
- 3 mai :
  - Alex Cord, acteur américain († 9 août 2021).
  - Domenico Gnoli, peintre, illustrateur et scénographe italien († 17 avril 1970).
  - James Brown, musicien, chanteur, auteur-compositeur, danseur et producteur américain († 25 décembre 2006).
  - Steven Weinberg, physicien américain († 24 juillet 2021).
- 4 mai : Andrzej Tarkowski, embryologiste polonais, professeur à l'université de Varsovie († 23 septembre 2016).
- 5 mai : Ratnasiri Wickremanayake, homme d'État sri-lankais († 27 décembre 2016).
- 6 mai :
  - Robin Esser, journaliste, rédacteur en chef et romancier britannique († 6 novembre 2017).
  - Jorma Salmi, joueur de hockey sur glace finlandais († 24 mai 2016).
- 7 mai :
  - Dale W. Jorgenson, économiste américain († 8 juin 2022).
  - Nexhmije Pagarusha, chanteuse et actrice albanaise du Kosovo († 7 février 2020).
  - Roger Perry, acteur américain († 12 juillet 2018).
- 10 mai :
  - Jean Becker, réalisateur français († 10 mai 1993).
  - Harold Davis, joueur puis entraîneur de football écossais († 26 juin 2018).
  - Françoise Fabian, actrice française.
- 11 mai : Carlos Lyra, chanteur de bossa nova brésilien († 16 décembre 2023).
- 12 mai : H. Arnold Steinberg, homme d'affaires et philanthrope canadien († 11 décembre 2015).
- 13 mai : Mohamed El Badji, auteur-compositeur-interprète de chaâbi algérien († 28 juin 2003).
- 14 mai : Joan Monegal i Castells, peintre catalan († 7 mai 1981).
- 15 mai :
  - Alain de Mijolla, psychiatre, psychanalyste et historien de la psychanalyse français († 24 janvier 2019).
  - Denise Millet, dessinatrice française († 28 mars 2020).
- 17 mai : Jean Vautrin, écrivain, réalisateur, scénariste et dialoguiste français († 16 juin 2015).
- 18 mai : Bernadette Chirac, femme politique française.
- 19 mai : Edward de Bono, médecin maltais († 9 juin 2021).
- 21 mai : 
  - Maurice André, trompettiste français († 25 février 2012).
  - Robert Castel, comédien français († 5 décembre 2020).
  - Richard Libertini, acteur américain († 7 janvier 2016).
- 22 mai : Chen Jingrun, mathématicien chinois († 19 mars 1996).
- 23 mai : 
  - Joan Collins, actrice anglaise.
  - Sergio Gonella, arbitre de football italien († 19 juin 2018).
  - Jean-Louis Lagadec, footballeur français († 3 octobre 2012).
- 24 mai :
  - Réal Giguère, animateur de télévision et radio, scénariste et acteur canadien († 11 février 2019).
  - Aharon Lichtenstein, rabbin orthodoxe américain et israélien († 20 avril 2015).
- 25 mai :
  - Daan de Groot, coureur cycliste néerlandais († 8 janvier 1982).
  - John Fulton, matador américain († 28 février 1998).
  - Lionel Wilson, joueur de rugby à XV sud-africain († 17 septembre 2017).
- 26 mai :
  - Jean Graczyk, coureur cycliste français († 27 juin 2004).
  - Yōji Kondō, astronome japonais († 9 octobre 2017).
- 27 mai :
  - Marc Pessin, graveur, éditeur et dessinateur français († 4 juin 2022).
  - Uña Ramos, flûtiste argentin († 23 mai 2014).
- 28 mai :
  - Lennart Back, athlète suédois spécialiste de la marche athlétique († 1er août 2022).
  - Jim Hogan, athlète britannico-irlandais spécialiste des courses de fond († 10 janvier 2015).
  - John Karlen, acteur américain († 22 janvier 2020).
- 29 mai : Marc Carbonneau, terroriste québécois.
- 30 mai :
  - Kari Rahkamo, athlète et homme politique finlandais († 11 novembre 2023).
  - Stefano Rodotà, juriste et parlementaire italien († 23 juin 2017).
- 31 mai : Jean-Claude Albert-Weil, écrivain et musicien de jazz français († 7 avril 2019).

## Juin
- 1er juin : Gilli Smyth, chanteuse et auteure-compositrice britannique († 22 août 2016).
- 2 juin : Horacio Ferrer, poète uruguayen, parolier de chansons, récitateur, librettiste, journaliste, écrivain et historien du tango († 21 décembre 2014).
- 3 juin : Issa ben Salmane Al Khalifa, 11e souverain (hakim) de Bahreïn († 6 mars 1999).
- 4 juin :
  - Godfried Danneels, cardinal belge, archevêque de Malines-Bruxelles († 14 mars 2019).
  - Guy Harloff, peintre, dessinateur, graveur et collagiste franco-néerlandais († 6 janvier 1991).
  - Rafael Peralta, rejoneador espagnol.
- 5 juin :
  - Claire Deluca, actrice et metteur en scène française († 7 avril 2020).
  - Bata Živojinović, acteur serbe († 22 mai 2016).
- 6 juin : Eli Broad, homme d'affaires américain († 30 avril 2021).
- 7 juin :
  - Arkadi Arkanov, écrivain, dramaturge et acteur soviétique puis russe de langue russe († 22 mars 2015).
  - Jean-Claude Roy, réalisateur et scénariste de cinéma français († 7 août 2018).
  - Juan María Uriarte, homme d'Église espagnol, évêque de Zamora de 1991 à 2000, archevêque de San Sebastián de 2000 à 2024 († 17 février 2024).
  - Lamine Diack, dirigeant sportif et homme politique sénégalais († 3 décembre 2021).
- 8 juin :
  - Ernst Hamburger, physicien et communicateur scientifique brésilien († 4 juillet 2018).
  - Kiril Petkov, lutteur bulgare († 22 janvier 2019).
  - Joan Rivers, actrice et animatrice de télévision américaine († 4 septembre 2014).
- 9 juin : Don Young, homme politique américain († 18 mars 2022).
- 10 juin :
  - Tex Lecor, auteur-compositeur-interprète et peintre canadien († 9 septembre 2017).
  - Trees van der Donck, actrice néerlandaise († 16 mai 2015).
- 11 juin : 
  - Nils Lindberg, compositeur et pianiste suédois († 20 février 2022).
  - Claude Olievenstein, psychiatre français († 14 décembre 2008).
  - Harald Szeeman, critique d'art et commissaire d'exposition suisse († 18 février 2005).
  - Gene Wilder, acteur et comique américain († 29 août 2016).
- 12 juin : Bernard Kolélas, homme politique congolais († 12 novembre 2009).
- 13 juin : 
  - Doreen Miller, femme politique britannique († 21 juin 2014).
  - Sven-Olov Sjödelius, kayakiste suédois († 29 mars 2018).
- 14 juin :
  - Henri d'Orléans, « duc de France » († 21 janvier 2019).
  - Parker MacDonald, entraîneur et joueur de hockey sur glace canadien († 17 août 2017).
- 15 juin : Fouad Mebazaa, homme d'État tunisien († 23 avril 2025).
- 17 juin :
  - Christian Ferras, violoniste français († 14 septembre 1982).
  - Valentina Rastvorova, fleurettiste soviétique puis russe († 24 août 2018).
  - Jean-Paul Savigny, peintre français († 28 juillet 2001).
- 18 juin :
  - Colin Brumby, compositeur et chef d'orchestre australien († 3 janvier 2018).
  - Jerzy Kosiński, écrivain américain d'origine polonaise († 3 mai 1991).
- 19 juin :
  - Jake Dengel, acteur américain († 14 novembre 1994).
  - Viktor Patsayev, cosmonaute russe († 30 juin 1971).
- 20 juin :
  -     - Danny Aiello, acteur américain († 12 décembre 2019).

  - Claire Tomalin, journaliste et biographe anglaise.
- 21 juin :
  - Bernie Kopell, acteur américain.
  - Luigi Corteggi, illustrateur et graphiste italien († 28 juillet 2018).
- 22 juin :
  - Paul Ambros, joueur de hockey sur glace allemand († 26 juin 2015).
  - Dianne Feinstein, maire de San Francisco de 1978 à 1988 et sénatrice des États-Unis pour la Californie à partir de 1992 († 29 septembre 2023).
  - Jacques Martin, imitateur et présentateur à la télévision française († 14 septembre 2007).
  - Adriano Zamboni, coureur cycliste italien († 13 mai 2005).
- 24 juin :
  - Samuel Jones, basketteur américain († 30 décembre 2021).
  - Nadezhda Khnykina, athlète soviétique puis russe.
  - Frans Mahn, coureur cycliste néerlandais († 26 mars 1995).
  - Rosalie Sorrels, chanteuse, guitariste et auteur-compositeur de musique folk américaine († 11 juin 2017).
- 26 juin :
  - Arto Tchakmaktchian, sculpteur et peintre arméno-canadien († 1er octobre 2019).
  - Claudio Abbado, chef d'orchestre, italien († 20 janvier 2014).
- 27 juin :
  - Horst Brandstätter, chef d'entreprise allemand, directeur général de Playmobil († 3 juin 2015).
  - José Fonseca e Costa, cinéaste portugais († 1er novembre 2015).
  - Gary Crosby, acteur américain († 24 août 1995).
  - René-Jean Jacquet, footballeur français († 21 juillet 1993).
- 28 juin : 
  - Morris Hirsch, mathématicien américain.
  - Gisèle Lalonde, femme politique canadienne († 27 juillet 2022).
  - Marcel Perrier, évêque catholique français, évêque émérite de Pamiers († 2 octobre 2017).
  - Nora Orlandi, compositrice italienne de musique de films († 1er janvier 2025).
- 29 juin : 
  - Hayes Alan Jenkins, patineur artistique américain.
  - John Bradshaw, écrivain, conseiller et conférencier américain († 8 mai 2016).
- 30 juin : 
  - Dave Duncan, écrivain de fantasy canadien († 29 octobre 2018).
  - Tomislav Ivić, joueur et entraîneur de football yougoslave puis croate († 24 juin 2011).
  - Lea Massari, actrice italienne.

## Juillet
- 2 juillet :
  - Jean-Pierre Cantegrit, homme politique français.
  - Ken Wharram, joueur de hockey sur glace canadien († 10 janvier 2017).
- 3 juillet : José Romeiro Cardoso Neto, footballeur brésilien († 4 janvier 2008).
- 6 juillet : 
  - José Luis Talamillo, coureur cycliste espagnol († 31 décembre 1965).
  - Henri Anglade, coureur cycliste français et directeur sportif († 10 novembre 2022).
- 7 juillet :
  - Herman Braun-Vega, peintre franco-péruvien († 2 avril 2019).
  - David McCullough, écrivain, historien et biographe américain († 7 août 2022).
- 9 juillet :
  - Zinaïda Kirienko, actrice soviétique puis russe († 12 février 2022).
  - Oliver Sacks, médecin, neurologue et écrivain britannique († 30 août 2015).
  - Hedrick Smith, journaliste britannique.
  - Nodar Gabunia, compositeur et pianiste géorgien († 31 août 2000).
- 10 juillet :
  - Ivan Passer, réalisateur et scénariste tchécoslovaque puis tchèque († 9 janvier 2020).
  - Charlotte Tschanz, archère suisse.
- 11 juillet :
  - Gunnar Smoliansky, photographe suédois († 12 décembre 2019).
  - Joyce Piliso-Seroke, féministe sud-africaine.
  - Paul Marchelli, syndicaliste français († 5 mai 2016).
  - George R. Whyte, écrivain et compositeur britannique († 31 août 2012).
- 13 juillet :
  - Suzanne Cathiard, athlète française.
  - Abel Eyinga, homme politique camerounais († 16 janvier 2014).
  - Piero Manzoni, plasticien italien († 6 février 1963).
  - David Storey, dramaturge, scénariste et romancier, aussi joueur de rugby britannique († 27 mars 2017).
- 14 juillet :
  - Robert Bourassa, premier ministre du Québec († 2 octobre 1996).
  - Solange Fasquelle, femme de lettres française († 15 août 2016).
  - Dumaagiin Sodnom, homme politique mongol.
- 16 juillet :
  - Brad Harris, culturiste et acteur américain († 7 novembre 2017).
  - Hessie Djuric dite Hessie, artiste textile monténégrine († 9 octobre 2017).
- 17 juillet : Ben Riley, batteur de jazz américain († 18 novembre 2017).
- 18 juillet :
  - Leandro Faggin, coureur cycliste sur piste italien († 6 décembre 1970).
  - William Salice, inventeur italien († 29 décembre 2016).
  - Jean Yanne, acteur et réalisateur français († 23 mai 2003).
- 19 juillet :
  - Louis Blanc, joueur de rugby à XV français († 17 décembre 2018).
  - Michel Lévêque, diplomate français.
- 20 juillet :
  - Frank Barnett, homme politique américain († 15 juillet 2016).
  - Ciprian Foiaș, mathématicien roumain naturalisé américain († 22 mars 2020).
- 21 juillet : Monique Antoine, avocate et militante féministe française († 23 mars 2015).
- 23 juillet :
  - Ivan Levesque, peintre et sculpteur français († 11 juillet 2006).
  - Richard Rogers, architecte italien naturalisé britannique († 23 juillet 2021).
- 24 juillet : John Aniston, acteur américain d'origine grecque († 11 novembre 2022).
- 25 juillet :
  - Guéorgui Atanassov, homme politique bulgare († 31 mars 2022).
  - George Dickerson, acteur, écrivain et poète américain († 10 janvier 2015).
  - Ken Swofford, acteur américain († 1er novembre 2018).
- 26 juillet :
  - Attilio Moresi, coureur cycliste suisse († 25 avril 1995).
  - Kathryn Hays, actrice américaine († 25 mars 2022).
  - Yomo Toro, musicien portoricain († 30 juin 2012).
- 28 juillet :
  - Marie-Thérèse de Bourbon-Parme, membre de la maison de Bourbon-Parme († 26 mars 2020).
  - Charlie Hodge, gardien de but de hockey sur glace canadien († 16 avril 2016).
  - Maurice Moucheraud, coureur cycliste français († 13 janvier 2020).
- 29 juillet :
  - Lou Albano, catcheur, manager et acteur américain († 14 octobre 2009).
  - Habib Boularès, journaliste, écrivain et homme politique tunisien († 18 avril 2014).
- 30 juillet :
  - Edd Byrnes, acteur américain († 8 janvier 2020).
  - Carlos Alberto Etcheverry, joueur et entraîneur de football argentin († 28 août 2014).
  - Jean-Jacques Susini, homme politique français († 3 juillet 2017).
  - Paul de Senneville, Compositeur de musique français († 23 juin 2023).

## Août
- 1er août :
  - Dom DeLuise, acteur, réalisateur et producteur américain († 4 mai 2009).
  - Pierre Gabriel, mathématicien français († 24 novembre 2015).
  - Toni Negri, homme politique, philosophe, essayiste, dramaturge et professeur de philosophie italien († 16 décembre 2023).
- 2 août : Claire Clouzot, journaliste et réalisatrice française († 2 février 2020).
- 3 août : Eugène Bigot, footballeur français († 16 février 2006).
- 4 août : Sheldon Adelson, entrepreneur américain († 12 janvier 2021).
- 6 août : Ricardo Zamora de Grassa, footballeur espagnol († 31 janvier 2003).
- 7 août :
  - André-Louis Perinetti, metteur en scène et directeur de théâtre français († 3 avril 2017).
  - Jerry Pournelle, politologue, journaliste et écrivain américain († 8 septembre 2017).
- 8 août :
  - Michel-Marcel Gougeon, jockey et driver français († 4 novembre 2016).
  - Carmine Persico, mafioso américain († 7 mars 2019).
- 10 août : Lynn Cohen, actrice américaine († 14 février 2020).
- 12 août : Anita Gradin, femme politique suédoise († 23 mai 2022).
- Parnelli Jones, pilote, patron d'écurie automobile et chef d'entreprise américain († 4 juin 2024).
- 14 août : 
  - Maurice Failevic, réalisateur et scénariste de la télévision et du cinéma français et militant communiste († 27 décembre 2016).
  - Richard R. Ernst, chimiste suisse († 4 juin 2021).
- 15 août :
  - Stanley Milgram, psychologue américain († 20 décembre 1984).
  - François Tong Hui, prélat catholique et dissident chinois († 27 octobre 2016).
- 16 août :
  - Dagfinn Bakke, peintre, illustrateur et dessinateur de presse norvégien († 1er janvier 2019).
  - Stuart Roosa, astronaute américain († 12 décembre 1994).
  - Bunta Sugawara, acteur japonais († 28 novembre 2014).
- 17 août :
  - Glenn Corbett, acteur américain († 16 janvier 1993).
  - Eugene Kranz, directeur de vol et dirigeant de la NASA.
  - Kenny Sears, joueur de basket-ball américain († 23 avril 2017).
  - Tahsin Yücel, écrivain, essayiste, critique littéraire et traducteur turc († 22 janvier 2016).
- 18 août :
  - Roger Baens, coureur cycliste belge († 28 mars 2020).
  - Just Fontaine, footballeur français († 1er mars 2023).
  - Roman Polanski, réalisateur, producteur et scénariste franco-polonais, comédien et metteur en scène de théâtre et d'opéra.
  - Jean Waline, professeur de droit et homme politique français († 23 juin 2022).
- 21 août : 
  - Chedly Ayari, économiste et homme politique tunisien († 27 janvier 2021).
  - Ethel Moustacchi, chercheuse en biologie moléculaire et radiobiologie française († 13 décembre 2016).
  - Barry Norman, critique de cinéma et animateur de télévision britannique († 30 juin 2017).
  - Ted Phillips, footballeur anglais († 9 janvier 2018).
- 22 août : Ciro Nogueira, homme politique brésilien († 28 mars 2013).
- 23 août : Robert Curl, chimiste américain († 3 juillet 2022).
- 24 août : Robert Ellis, acteur américain († 23 novembre 1973).
- 25 août :
  - Pierre Belfond, fondateur français] des éditions Belfond († 24 mai 2022).
  - Roberto De Simone, acteur et compositeur italien de musique de films.
  - Jacques Moreau, homme politique français († 24 janvier 2017).
  - Wayne Shorter, saxophoniste et compositeur de jazz américain († 2 mars 2023).
  - Tom Skerritt, acteur et réalisateur américain.
- 26 août :
  - Robert Chartoff, producteur américain († 10 juin 2015).
  - Robert Cordier, metteur en scène, cinéaste, acteur, poète, écrivain, dramaturge, scénariste, traducteur et pédagogue belge († 7 avril 2020).
- 27 août :
  - Rudolf Dašek, guitariste de jazz tchécoslovaque puis tchèque († 1er février 2013).
  - Nancy Friday, écrivaine et essayiste américaine († 5 novembre 2017).
- 28 août :
  - Régis Barailla, homme politique français († 21 septembre 2016).
  - Henrique Martins, acteur et réalisateur allemand naturalisé brésilien († 26 août 2018).
- 29 août :
  - Jihane el-Sadate, universitaire égyptienne, veuve de l'ancien président Anouar el-Sadate († 9 juillet 2021).
  - Jean Delaneau, chirurgien et homme politique français († 10 octobre 2018).
  - Marie-Thérèse Goutmann, femme politique française († 29 septembre 2016).
  - Dick Hemric, joueur de basket-ball américain († 3 août 2017).
- 30 août :
  - Luis Bacalov, compositeur italo-argentin († 15 novembre 2017).
  - Don Getty, premier ministre de l'Alberta († 26 février 2016).
- 31 août : Amarande, actrice et auteure française († 11 mars 2022).

## Septembre
- 1er septembre : Conway Twitty, chanteur américain de musique country († 5 juin 1993).
- 2 septembre : 
  - Mathieu Kérékou, homme d'État béninois († 14 octobre 2015).
  - Nienke Sikkema, actrice néerlandaise.
- 4 septembre : Richard S. Castellano, acteur américain († 10 décembre 1988).
- 5 septembre :
  - Renzo Calegari, dessinateur italien de bande dessinée († 3 novembre 2017).
  - Eddie Carroll, acteur canadien († 6 avril 2010).
  - Francisco Javier Errázuriz Ossa, cardinal chilien, archevêque de Santiago du Chili.
- 6 septembre : Axel Leijonhufvud, économiste suédois († 5 mai 2022).
- 9 septembre :
  - Luc Beyer de Ryke, journaliste et homme politique belge († 18 janvier 2018).
  - Marcel Martin, dirigeant de rugby à XV français † 22 mai 2017).
  - Michael Novak, philosophe catholique américain († 17 février 2017).
- 10 septembre : 
  - Karl Lagerfeld, grand couturier, designer, photographe, réalisateur et éditeur allemand († 19 février 2019).
  - Yevgeny Khrunov, cosmonaute soviétique († 19 mai 2000).
- 11 septembre : 
  - William Luther Pierce, docteur en physique et idéologue racialiste américain († 23 juillet 2002).
  - Nicola Pietrangeli, ancien joueur de tennis italien.
  - Rachid Sfar, homme politique tunisien († 20 juillet 2023).
- 12 septembre : Len Allchurch, footballeur gallois († 16 novembre 2016).
- 13 septembre :
  - Eugene Dynarski, acteur américain d'origine polonaise († 27 février 2020).
  - Warren Murphy, écrivain américain († 4 septembre 2015).
  - Lewie Steinberg, musicien américain († 21 juillet 2016).
- 14 septembre :
  - Bruno Bollini, footballeur français († 20 février 2015).
  - Zoe Caldwell, actrice australienne († 16 février 2020).
- 15 septembre : 
  - Hugo Höllenreiner, témoin allemand de l'époque de la persécution des Sinti sous le nazisme († 10 juin 2015).
  - Henry Darrow, acteur américain († 14 mars 2021).
- 17 septembre :
  - Pat Crowley, actrice américaine.
  - Evelyn Kawamoto, nageuse américaine († 22 janvier 2017).
- 18 septembre :
  - Robert Bennett, homme politique américain († 4 mai 2016).
  - Robert Blake, acteur américain († 9 mars 2023).
  - Leonid Kharitonov, chanteur baryton-basse russe († 19 septembre 2017).
  - Valentina Ponomaryova, aspirante-cosmonaute soviétique.
  - Jimmie Rodgers, chanteur américain († 18 janvier 2021).
- 19 septembre : David McCallum, acteur et musicien britannique († 25 septembre 2023).
- 20 septembre : Máté Fenyvesi, joueur de football international hongrois († 17 février 2022).
- 21 septembre :
  - Clifford Alexander Jr., avocat américain († 3 juillet 2022).
  - Roland Duval, scénariste et critique de cinéma français  († 12 septembre 2018).
  - Roland Rappaport, avocat français († 26 juin 2017).
  - Lona Rietschel, auteure de bande dessinée allemande († 19 décembre 2017).
- 22 septembre : Édouard Leveau, homme politique français († 26 mars 2016).
- 23 septembre : Jacqueline Ki Zerbo, militante pour les droits des femmes malienne († 15 décembre 2015).
- 24 septembre :
  - Geneviève Dormann, femme de lettres et journaliste française († 13 février 2015).
  - Raffaele Farina, cardinal italien, archiviste des archives secrètes du Vatican.
- 29 septembre : Michel Stolker, coureur cycliste puis directeur sportif néerlandais († 28 mai 2018).
- 30 septembre :
  - Ben Cooper, acteur américain († 24 février 2020).
  - Henri Girard, ingénieur, fonctionnaire et homme politique canadien († 22 août 2009).
  - Guy Hance, homme politique belge († 8 janvier 2008).

## Octobre
- 1er octobre : Fernando Soto Aparicio, poète, conteur, dramaturge, romancier, librettiste et scénariste colombien († 2 mai 2016).
- 2 octobre :
  - Bernard Mantienne, homme politique français († 3 novembre 2016).
  - Giuliano Sarti, footballeur italien († 5 juin 2017).
- 4 octobre : Dado (Miodrag Đurić), peintre, dessinateur, graveur et sculpteur yougoslave († 27 novembre 2010).
- 5 octobre : Mel Arrighi, acteur et écrivain américain († 16 septembre 1986).
- 6 octobre :
  - William Bowen, économiste et écrivain américain († 20 octobre 2016).
  - Joseph de Graft Johnson, ingénieur, universitaire et homme politique ghanéen († 22 avril 1999).
- 7 octobre : Gilbert Chapron, boxeur français († 5 septembre 2016).
- 9 octobre :
  - Marcella Maltais, peintre canadienne († 19 septembre 2018).
  - Peter Mansfield, physicien britannique († 8 février 2017).
- 10 octobre :
  - Nikolaï Kolumbet, coureur cycliste soviétique († 21 février 2012).
  - Daniel Massey, acteur britannique († 25 mars 1998).
  - Gunnar Persson, auteur de bande dessinée suédois († 8 avril 2018).
  - Piergiuseppe Scardigli, médiéviste et germaniste italien († 27 mai 2008).
- 15 octobre :
  - Yvon-Raymond Lubiato, footballeur français († 14 mai 2006).
  - Duška Sifnios, danseuse yougoslave († 14 octobre 2016).
- 17 octobre : William Anders, astronaute américain († 7 juin 2024).
- 18 octobre :
  - Jacques Charpentier, compositeur et organiste français († 15 juin 2017).
  - Firuz Mustafayev, homme politique soviétique puis azerbaïdjanais († 7 juillet 2018).
- 19 octobre :
  - Geraldo Majella Agnelo, cardinal brésilien, archevêque de São Salvador da Bahia († 26 août 2023).
  - Jean-Pierre Joulin, journaliste français († 7 mai 2015).
- 21 octobre : Francisco Gento, footballeur espagnol († 18 janvier 2022).
- 22 octobre : 
  - Donald H. Peterson, astronaute américain († 27 mai 2018).
  - Pierre-Jean Bourgeois, général manager français.
- 23 octobre :
  - Yigal Tumarkin, peintre et sculpteur israélien († 12 août 2021).
  - Hans Weilbächer, footballeur allemand († 1er août 2022).
- 24 octobre :
  - Jean-Marie Pelt, biologiste et pharmacien agrégé, botaniste-écologue français († 23 décembre 2015).
  - Rainer Stadelmann, égyptologue allemand († 14 janvier 2019).
- 25 octobre :
  - Marcel Brisebois, professeur, animateur de radio et animateur de télévision canadien († 18 août 2022).
  - Viktor Kapitonov, coureur cycliste soviétique († 2 mars 2005).
- 26 octobre : 
  - Boris Grigolachvili, chef militaire géorgien († 29 octobre 1993).
  - Raúl Sánchez, footballeur chilien († 28 février 2016).
- 28 octobre :
  - Armando Uribe, poète et écrivain chilien († 22 janvier 2020).
  - Constand Viljoen, militaire et homme politique sud-africain († 3 avril 2020).
- 29 octobre : Sydney Ball, peintre abstrait australien († 5 mars 2017).
- 30 octobre : Gaston Rebry, peintre et coureur cycliste belge († 5 janvier 2007).
- 31 octobre : Eric Nesterenko, joueur de hockey sur glace canadien († 6 juin 2022).

## Novembre
- 2 novembre : Antonio Puddu, écrivain italien († 26 janvier 2022).
- 3 novembre :
  - Ken Berry, acteur américain († 1er décembre 2018).
  - Jeremy Brett, acteur britannique († 12 septembre 1995).
  - Amartya Sen, économiste et philosophe indien.
  - Michael Dukakis, homme politique américain.
- 4 novembre : Charles K. Kao, ingénieur américano-britannique d'origine chinoise († 23 septembre 2018).
- 5 novembre :
  - Herb Edelman, acteur américain († 21 juillet 1996).
  - Giuseppe Ogna, coureur cycliste italien († 8 mai 2010).
- 6 novembre : Carlos Correia, homme politique bissau-guinéen († 14 août 2021).
- 9 novembre : Lucian Pintilie, metteur en scène de théâtre et réalisateur de cinéma roumain († 16 mai 2018).
- 10 novembre :
  - Ronald Evans, astronaute américain († 17 avril 1990).
  - Don Clarke, joueur de rugby à XV néo-zélandais († 29 décembre 2002).
  - Jim Haynes, journaliste, enseignant et écrivain américain († 6 janvier 2021).
- 11 novembre : Frans Schoubben, coureur cycliste belge († 31 juillet 1997).
- 12 novembre :
  - Borislav Ivkov, grand maître yougoslave puis serbe du jeu d'échecs († 14 février 2022).
  - Peter Post, coureur cycliste néerlandais († 14 janvier 2011).
  - Mohamed Alí Seineldín, colonel de l'armée argentine († 2 septembre 2009).
  - Jalal Talabani, homme d'État irakien († 3 octobre 2017).
- 13 novembre :
  - Peter Härtling, romancier, poète et essayiste allemand († 10 juillet 2017).
  - Guy Lefèvre, vitrailliste malgache († 12 janvier 2018).
  - Paul Natali, homme politique français († 31 mars 2020).
  - Ojārs Vācietis, poète et écrivain letton († 28 novembre 1983).
- 14 novembre : 
  - Henry Chapier, journaliste, critique de cinéma, animateur de télévision et réalisateur français († 27 janvier 2019).
  - Fred Haise, astronaute américain.
- 15 novembre :
  - Jack Burns, acteur et scénariste américain († 27 janvier 2020).
  - Françoise Héritier, anthropologue, ethnologue et militante féministe française († 15 novembre 2017).
- 17 novembre : Gulara Aliyeva, pianiste azérie († 27 juillet 1991).
- 18 novembre : Mario Vallotto, coureur cycliste italien († 22 avril 1966).
- 19 novembre :
  - Larry King, journaliste, animateur de radio et télévision et acteur américain († 23 janvier 2021).
  - Nicolae Rainea, arbitre de football roumain († 1er avril 2015).
- 21 novembre : Henry W. Hartsfield, Jr, astronaute américain († 17 juillet 2014).
- 23 novembre :
  - Daniel Chavarría, écrivain et universitaire cubain († 6 avril 2018).
  - Clémence DesRochers, actrice, scénariste, écrivaine, chanteuse et humoriste québécoise.
  - Krzysztof Penderecki, compositeur et chef d'orchestre polonais († 29 mars 2020).
- 24 novembre : René Enríquez, acteur américain († 23 mars 1990).
- 25 novembre :
  - Néjib Belkhodja, peintre tunisien († 8 mai 2007).
  - Danilo Mainardi, biologiste, zoologiste et éthologue italien († 8 mars 2017).
- 26 novembre :
  - Robert Goulet, acteur et chanteur († 30 octobre 2007).
  - Imre Pozsgay, homme politique hongrois († 25 mars 2016).
- 27 novembre :
  - Lucien Bonnet, footballeur français († 7 novembre 2007).
  - Lucien Fischer, évêque catholique français.
- 28 novembre : Michel Roquejeoffre, militaire français († 18 octobre 2024).
- 29 novembre :
  - Roger Leloup, auteur belge de la série de bande dessinée Yoko Tsuno.
  - John Mayall, chanteur et musicien anglais († 22 juillet 2024).
  - James Rosenquist, peintre de pop art américain († 31 mars 2017).
- 30 novembre :
  - Claude Neuschwander, entrepreneur français († 28 août 2023).
  - Robert Silverman, militant canadien pour le cyclisme à Montréal († 20 février 2022).

## Décembre
- 1er décembre : 
  - Alex Campbell, premier ministre de l'Île-du-Prince-Édouard.
  - Fujiko F. Fujio, mangaka japonais principalement connue pour Doraemon († 23 septembre 1996).
  - Curro Romero, matador espagnol.
  - Violette Verdy, danseuse et directrice de ballet française († 8 février 2016).
- 3 décembre : Nicolas Coster, acteur américain († 2 juin 2023).
- 5 décembre : Edward Daly, prélat catholique irlandais († 8 août 2016).
- 6 décembre :
  - Roland Clauws, footballeur français († 13 avril 2004).
  - Henryk Górecki, compositeur polonais († 12 novembre 2010).
  - Joe Shishido, acteur japonais († 18 janvier 2020).
  - Jiří Tichý, footballeur tchécoslovaque († 26 août 2016).
- 7 décembre : Şevket Kazan, avocat et homme politique turc (mort le 9 mars 2020).
- 9 décembre : Morton Downey Jr., acteur, présentateur de télévision, chanteur et auteur-compositeur américain († 12 mars 2001).
- 10 décembre : Eduardo Pavlovsky, dramaturge, acteur et psychiatre argentin († 4 octobre 2015).
- 11 décembre : Rock Demers, producteur canadien († 17 août 2021).
- 12 décembre :
  - Manu Dibango, saxophoniste et chanteur camerounais († 24 mars 2020).
  - Charles Freeman, juge américain († 2 mars 2020).
  - Josy Eisenberg, rabbin, auteur, producteur et réalisateur de télévision français, d'origine polonaise et hassidique († 8 décembre 2017).
- 13 décembre : Moe Mantha, Sr., joueur et entraîneur de hockey sur glace canadien († 19 septembre 2015).
- 14 décembre : Albert Spaggiari, auteur du casse du siècle († 10 juin 1989).
- 15 décembre : Tim Conway, acteur et scénariste américain († 14 mai 2009).
- 17 décembre :
  - Nentcho Christov, coureur cycliste bulgare († 3 mai 2002).
  - Giuseppe Zamberletti, homme politique italien († 26 janvier 2019).
- 18 décembre :
  - Hortense Aka-Anghui, femme politique ivoirienne († 30 septembre 2017).
  - Lonnie Brooks, chanteur et guitariste de blues américain († 1er avril 2017).
  - Guglielmo Pesenti, coureur cycliste italien († 12 juillet 2002).
- 19 décembre : Jean Tardito, homme politique français († 31 janvier 2019).
- 20 décembre : 
  - Claude Bellan, peintre français († 5 février 2017).
  - Marcel Uderzo, dessinateur de bandes dessinées français († 24 janvier 2021).
  - Jean Carnahan, personnalité politique américaine († 30 janvier 2024).
- 21 décembre : Pierre Everaert, coureur cycliste français († 26 mai 1989).
- 23 décembre : Akihito, empereur du Japon.
- 25 décembre : 
  - François de Closets, journaliste scientifique français.
  - Joachim Meisner, cardinal allemand, archevêque de Cologne († 5 juillet 2017).
  - Phan Văn Khải, homme politique vietnamien († 17 mars 2018).
- 26 décembre :
  - Jean-Claude Robillard, acteur canadien († 23 avril 2015).
  - Caroll Spinney, marionnettiste, dessinateur et acteur américain († 8 décembre 2019).
- 27 décembre :
  - Gilbert Chabroux, homme politique français († 1er décembre 2017).
  - Franck Duminil, peintre français († 13 juin 2014).
- 28 décembre : Charles Portis, écrivain américain († 17 février 2020).
- 29 décembre : Lee O-young, auteur et critique sud-coréen († 26 février 2022).
- 31 décembre :
  - Jean Batigne, percussionniste et compositeur français († 2 décembre 2015).
  - Eldar Salayev, physicien soviétique puis azerbaïdjanais († 20 juin 2022).
  - Mohamed Sayah, homme politique tunisien († 15 mars 2018).
- ? décembre : Liu Lianman, alpiniste chinois († 27 avril 2016).

## Date précise inconnue
- Fred Baptiste, homme politique haïtien († 16 juin 1974).
- Morlaye Camara, footballeur guinéen († 13 août 2018).
- Loreto Carbonell, joueur de basket-ball philippin († 23 septembre 2017).
- Shiv Chopra, microbiologiste et défenseur des droits de l'homme indien puis canadien († 7 janvier 2018).
- Robert Gourd, administrateur, manufacturier et homme politique fédéral du Québec († 22 mars 2015).
- Fatima Ahmed Ibrahim, militante des droits des femmes et leader socialiste soudanaise († 12 août 2017).